# A Hellsing szereplőinek listája
Ez a lista Hirano Kóta Hellsing című mangasorozatának és az abból készült animefeldolgozások szereplőit mutatja be.  A Hellsing a rejtélyes és titkos Hellsing Szervezet harcát mutatja be vámpírok, gúlok és más természetfeletti szörnyek ellen, melyek Nagy-Britanniát fenyegetik.

## Hellsing intézet
Titkos szervezet Angliában, mely közvetlenül a Koronának és lovagjainak tartozik elszámolással. Feladata a szigetország területén bekövetkező természetfeletti incidensek elhárítása és közvélemény elől való eltussolása. Vezetője: Sir Integra Fairbrook Wingates Hellsing.

### Alucard
Alucard (アーカード; Ákádo; Hepburn: Ākādo; Arucard) a Hellsing család szolgálatában álló vámpír, egy igen nagy hatalmú élőhalott, aki azonban paradox módon fejet hajt és szolgálja mindenkori halandó vezetőjét (a történet által elbeszélt korban épp Integrát). Alucard csak tőle fogad el parancsokat és határtalan hűséget tanúsít a nő iránt. Egymás közti kapcsolatuk meglehetősen furcsa, a történet során ez az egyik központi téma.

Alucard a Hellsing animesorozatban

Alucard neve anagramma (Dracula visszafelé), a televíziós sorozatban van egy még egyértelműbb utalás, egy felvillanó arc, Vlad Tepesé, Draculáé. A harcban brutális és könyörtelen, nem ismer kegyelmet, ennek ellenére rendkívül fejlett értékrenddel és erkölcsökkel bír. Bonyolult etikai kódexe alapján likvidálja „elfajzott” fajtársait (vámpírok, akik alantasak és sunyik, szégyenbe hozva a Nosferato nevet). A történet többnyire az ő karakterére épül és az ellenségeivel való nagyobb összecsapásokat mutatja be.
Alucard legalább 600 éves, pontos életkora nem ismert (a manga egy fejezetében bepillantást nyerünk gyerekkorába, mikor a törökök fogságába esett). A televíziós sorozat 7. részében mondja a következő mondatot Alucard: „Semmi sem változott az elmúlt kétezer évben. Ti rómaiak sosem változtok.” Ez utalás a Vatikán fanatikus, a más vallások és az ismeretlen dolgok iránti gyűlöletére.
Ő az utolsó teljesen halhatatlan vámpír, és talán az első és egyetlen is. A történet azt sugalmazza számunkra (és az anagrammatikus név is) hogy ő a vámpír faj atyja, és minden hezitálás nélkül jogában áll ítélkezni faja bármelyik képviselője fölött. A személyisége ellentmondásos, nemes és jéghideg, közönséges és brutális. Abraham Van Helsing legyőzte a holtak királyát, és valahogy szolgálatába állította. Ez az ember mély benyomást gyakorolt rá, mostani öltözködése majdnem megegyezik egyetlen legyőzőjéével. Hatalmának mértéke ismeretlen, soha nem láthattuk, hogy minden erejét használta volna, győzelme ne lett volna fölényes, majdnem könnyed.
Földi, emberi tulajdona a koporsó, melyben "született", és melyen, találón, ez áll: Hermész madara a nevem, engedelmes úgy lettem, hogy szárnyaimat elnyeltem, ezen felül pedig két jellegzetes és iszonyatos pisztolya: Az ezüst színű Casull és a fekete Jackal, mindkét fegyver olyan kialakítású, hogy halandó képtelen használni. Mindkét fegyver vámpír irtásra lett kitalálva, így töltényei áldott ezüstgolyók. Jellegzetesen, a viktoriánus és a nyugati divat szerint öltözik: faszén színű, bőr lovaglócsizmát, piros nyakkendőt, és egy hosszú, vörös porolót visel.
- Japán szinkronhang: Nakata Dzsódzsi
- Angol szinkronhang: Crispin Freeman
- Magyar szinkronhang: Welker Gábor.

### Seras Victoria

Seras Victoria és Integra Hellsing az Ultimate-ben

Integra vezetése alatt jelenleg két vámpír ügynöke van a szervezetnek: Alucard, az abszolút ütőkártya, és az általa „frissen” a családba hozott Seras Victoria exrendőr. Sajnos kénytelen volt otthagyni a szervet (D-11-es különleges egység), amikor egy vámpír túszaként szembekerült Alucarddal, aki (miután a rendőrlány beleegyezett abba, hogy vámpírrá tegye) nem sokat habozott, simán keresztüllőtte a kislányt, hogy ezáltal a másvilágra küldhesse a vámpírt. Így hát ifjú vámpírként és a Hellsing szervezet új tagjaként próbálgatja a szárnyait. Alucard igen nagy örömét leli tanításában és folytonos heccelésében. A lány még a nevét is elveszti, mivel Alucard csak „rendőrkisasszony” néven szólítja.
Victoria egy igen érdekes karaktere a műnek, mivel egyedülálló módon semmi sötét és groteszk vonása sincs, hanem szeretnivalóan ügyetlen, szétszórt és hangoskodó. A tipikus női animekarakter.
- Japán szinkronhang: Orikasza Fumiko
- Angol szinkronhang: K. T. Gray
- Magyar szinkronhang: Farkasházi Réka.

### Sir Integra Fairbrook Wingates Hellsing
A Hellsing szervezet feje, akit Alucard „Mester”-nek szólít.
Integra-t édesapja, Arthur jelölte ki utódjául, közvetlenül a halála előtt. A hatalomátvétel azonban nem volt zökkenőmentes, Arthur kicsinyes, kétszínű öccse, Richard ugyanis mindvégig arra számított, hogy a többévnyi szervezetben eltöltött munka után bátyja majd rá hagyja a vezetői posztot. Az idő múlásával egyre türelmetlenebbül várta testvére halálát. Arthur azonban tisztában volt Richard alattomos természetével, így nem rá, hanem lányára hagyta a Hellsinget.
Halála után néhány nappal Richard valóságos hajtóvadászatot indított Integra után, és feltett szándéka volt meggyilkolása. Integrának azonban az utolsó pillanatban sikerült elrejtőznie a szellőzőrendszerben, azon keresztül elérnie az épület katakombáit, azokban egy régi tömlöcöt, ahol apja utolsó szavai alapján Integra utolsó reménye van elrejtve. A fényes páncélú hős helyett azonban a kislány csak egy bőrpántokkal leszíjazott, aszott hullára talál, és ezt látva az elkerülhetetlen véget várja. Richard és emberei hamarosan a nyomára bukkannak, és a gonosz testvér monológja után vállon lövi Integrát, a vér pedig a hulla arcára cseppen. Richard már az utolsó lövésre készül, mikor embereivel együtt megrökönyödve veszi észre, hogy a pár pillanattal ezelőtt még mozdulatlan holttest a padlóról nyalogatja a kifröccsent vért, majd bőrpántjaitól megszabadulva iszonyatos mészárlásba kezd a csatlósok között, akiket karmaival és fogaival széttépve, vérükből lakmározva hamar a másvilágra küld. A megszeppent kislány hirtelen azzal a határozott és ellentmondást nem tűrő tekintettel az arcán, ami később olyan jellemző lesz rá, meghúzza a ravaszt, és ezzel végleg semmivé foszlatja Richard hatalomról és életben maradásról szőtt terveit. A szörny felé fordul, és tekintetük összetalálkozik. Majd mélyen meghajolva megválaszolja Integra egyetlen kérdését: „Alucard…így szólítottak egykor.”
- Japán szinkronhang: Szakahibara Josiko
- Angol szinkronhang: Victoria Harwood
- Magyar szinkronhang: Antal Olga.

### Walter C. Dornez
Walter a Hellsing család inasa és rezidenciájuk komornyikja. Walter egy nyugalmazott Hellsing-ügynök, aki már tizennégy évesen is az egyik leghatékonyabb elhárító egysége volt a szervezetnek, a „Halál Angyala” fedőnév alatt végezte tevékenységét, Alucard társaként pedig segédkezett elpusztítani a nácik „vámpír-gyártás” projektjét 1944-ben, Lengyelországban (Hellsing: The Dawn c. manga). Walter egy igazi ütőkártya, aki most látszólag Integra személyi asszisztense, aki mindig időben hozza a teát, és meggyújtja Integra szivarjait. Walter másik beceneve a „Walter, a kaszás”, mely néven Alucard szólította, mikor a Valentine-fivérek támadása alatt készül elhagyni az alagsort. 
Egész életét a Hellsing családnak szentelte, és azt szolgálva öregedett meg. A jelenleg 69 éves Walter boldog, hogy Integra mellett szolgálhat, és lehetnek nyugodt napjai. De mivel a vér sem válik vízzé, így az öreg Walternek néha még hiányoznak a szörnyirtástól hemzsegő hétköznapok.
Walter pengeéles, hajszálvékony, leginkább zongorahúr-szerű fegyverrel és emberfeletti gyorsaságával vonul(t) a csatákba.
- Japán szinkronhang: Kijokava Motomu
- Angol szinkronhang: Ralph Lister
- Magyar szinkronhang: Bolla Róbert.

### Pip Bernadotte
A Francia Idegenlégió volt katonája, aki volt légiós társaival jelenleg zsoldosként keresi kenyerét. Pip és emberei közvetlenül a Valentine-fivérek Hellsing elleni sikertelen támadása után állnak az intézet szolgálatába.
Pip vérbeli katona, aki mesterien bánik a fegyverekkel és az ellenség likvidálásában is igencsak jártas (nem véletlen, hisz családjában nem ő az első zsoldos). A Hellsingnél döbben rá, hogy vámpírok és egyéb szörnyűségek igenis léteznek.
A volt légiós és a „rendőrlány” közti kapcsolat eléggé fura: Pip nagyon szereti cukkolni Serast                                                                                                          (egy alkalommal obszcén dalt énekel a lányról, amit utóbbi szexuális zaklatásként értelmez). Ennek az lehetett kiváltó oka, hogy első találkozásukon a lány (hogy bizonyítsa a vámpírok létezését) egy gyengéd pöccintéssel a szoba másik sarkába repítette Pipet – akaratlanul is (elég csúnyán) leégetve őt az emberei előtt, ráadásul csorbát ejtve annak férfiúi hiúságán.
Gyakran veszekszenek, bár ilyenkor inkább két, vitázó testvérre emlékeztetnek. És bár Bernadotte úr a világ összes kincséért se ismerné be, de határozottan tetszik neki ez a szeleburdi lány.

## Iscariot-rend
A Vatikán 13. rendje, mely Iskarióti Júdásról kapta nevét. Vezetője Enrico Maxwell. A 20. századi vallási tolerancia, és a média közvélemény formáló szerepének következtében kénytelen titokban tevékenykednie. A rend közvetlenül a mindenkori római pápának tartozik elszámolással, és csakis őtőle fogad el közvetlen utasításokat.
A rend ideológiájaként a végletekig elvakult vallási fanatizmust lehet megjelölni. A szervezet feladatai közé tartozik az eretnekek, nem emberi lények, és a katolikus egyház éppen adott ellenségeinek a likvidálása. Továbbá ezek, és a hasonló esetek eltussolása a közvélemény elől.
Az Iscariot és Hellsing között mindig is kiélezett volt a viszony, mely nem egyszer vezetett katolikus-protestáns vallásháborúkhoz.

### Alexander Anderson atya
Az Alucard által csak Júdás papnak nevezett Anderson egy igazi rejtély. Kora és származása teljesen ismeretlen, csupán annyit lehet tudni róla, hogy katolikus pap és egy olaszországi árvaházat vezet. Másodállásban viszont a Vatikán 13. rendjének, a titkos Iscariotnak a lovagja. Megszállottan, és Alucarddal ellentétben válogatás nélkül vadászik az éjszaka mindenféle teremtményére. Igazi fanatikus, régimódi inkvizítor. Anderson egy „öngyógyító” (természetfeletti regenerációs képességgel bír), így rendkívül veszélyes ellenfél a hétköznapi vámpírok számára. Ahogyan Alucard a Hellsingnek, úgy Anderson a Vatikánnak az ütőkártyája.
Anderson fegyverként kifogyhatatlan mennyiségű felszentelt bajonettet és egyéb pengéket használ (, amiket franc se tudja hol rejteget) , emellett birtokában van egy ősi keresztény ereklye, Helena szöge, ami Longinus lándzsája, a Torinói lepel és a Szent Grál darabjaiból készült . Ő volt eddig az egyetlen személy, aki eredményesen vette fel a harcot Alucard ellen (legyőzni azonban még ő sem tudta).
A regeneráció, amit használ egy biotechnológiai fejlesztés amit emberek készítettek, de nem tudni kik és hogyan.
- Japán szinkronhang: Nozava Nacsi
- Angol szinkronhang: Steven Brand
- Magyar szinkronhang: Schneider Zoltán.

### Enrico Maxwell
Az Iscariot-rend vezetője. Isten nevében iszonyatos harcot folytat a katolicizmus ellenségei, főleg a protestánsok ellen (London ostrománál a parancsára a katolikus lovagrendek nem csak a Millennium fegyveres erőit veszik célba, hanem a védtelen polgári lakosságot – akik egész véletlenül protestánsok). Nincs meg benne a napjainkra jellemző vallási tolerancia: gyűlöl mindent és mindenkit, aki nem osztozik az általa szentnek tartott (katolikus) vallásban, a „pogányok” és „eretnekek” szerinte férgek Isten szemében – ezért bármikor eltaposhatók. Legnagyobb ellenségének a Hellsing intézetet, és vezetőjét, Integrát tekinti (akit legtöbbször „fehérnép”,  „asszonyállat” vagy „protestáns szuka” névvel illet).
Külön érdekesség, hogy a nővel ellentétben Maxwell nem mindig (azaz, szinte soha nem) képes kordában tartani a saját ütőkártyáját, Andersont.                                      (Pláne, ha Alucard a közelben van.)
- Japán szinkronhang: Tanaka Hidejuki
- Angol szinkronhang: J.B. Blanc
- Magyar szinkronhang: Németh Gábor.

### Heinkel Wolfe

Takagi Jumiko és Heinkel Wolfe, a Crossfire főszereplői

Az Iscariot-rend német származású tagja, Jumiko partnere. Parancsait közvetlen Maxwelltől kapja, aki rendszerint a „kisebb jelentőséggel bíró” ellenségek (muszlim terroristák, tömegpusztító fegyvert bevető szekták, kommunisták, stb.) likvidálásának feladatát traktálja a nőre.
Heinkel furcsamód apácaruha helyett reverendát és napszemüveget visel, fegyverként automata pisztolyt használ.
Ő az egyedüli, aki képes féken tartani Jumiko sötétebbik énjét, Jumiét.

### Jumiko „Jumie” Takagi
A rend japán származású tagja, Heinkel partnere.
Jumiko egy ártatlan, visszahúzódó apáca – egészen addig a pontig, amíg a harcok során Heinkel elő nem hívja sötétebbik énjét, Jumiét, aki Jumikóval ellentétben még véletlenül se nevezhető szelídnek (a „vérengző gyilkos” jelző illene rá leginkább).
Jumiko még véletlenül sem rajong másik énjéért, ha rajta múlna örökre megszabadulna tőle – ami persze teljességgel lehetetlen.
Jumiko/Jumie fegyvere egy japán szamurájkard. (Amivel utóbbi meglehetősen jól bánik.)

### Ronaldo atya
Egy idős pap, Maxwell titkára.

## Millennium
A Millennium (Utolsó Zászlóalj, vagy egyszerűen Vérfarkasok) egy illegalitásban működő náci szervezet, aminek legfőbb célja egy „minden korábbinál nagyszerűbb és nemesebb” háború. Ebben a háborúban szándékoznak bosszút állni Nagy-Britannián, a Hellsing intézeten, de elsősorban Alucardon az 50 évvel korábban történtekért.
A csoport eredetileg azért alakult, hogy Adolf Hitlernek és a Harmadik Birodalomnak megalkossák a náci szuper katonát, és ezzel a németek megnyerjék a háborút. 
Ennek érdekében a csoport tudósai egy elfogott vámpír vérével kísérleteztek (mint később kiderült ezt a bizonyos nőt még maga Alucard tette vámpírrá), ami végül a hírhedt „vámpírgyártási-projektbe” torkollott. Maga a projekt azonban nem hozott áttörést, a megfertőzött szovjet hadifoglyok csupán agyatlan gúlokká váltak. Ráadásul csak néhányat sikerült létrehozni, és ezek élettartama se haladta meg az 1-2 napot, mert szerveik rohamos gyorsasággal bomlottak. Ennek ellenére ezt a néhány félresikerült példányt is értékes eredménynek tekintette a csoport vezetése, közöttük is leginkább Montana Max (, az őrült)  őrnagy. Tervük szerint ezen testeket az előretörő szövetséges szovjet-erőkre dobták volna, melyek így „a felkelő nap első sugarára nem lesznek több egy egyszerű zombicsordánál”.
A projektet végül 1944-ben Varsóban verte szét a Hellsing két tagja, Alucard és az akkor még csak 14 éves Walter, a „Halál Angyala” fedőnév alatt. A forrásokat azonban addigra a hadvezetésnek sikerült kimenekítenie Dél-Amerikába, ahol a dzsungel mélyén a tudósok közel 50 éven keresztül folytatták a Lengyelországban elkezdett emberkísérleteket – a szervezettel (önként) kimenekült 1000 katonát felhasználva. Az 1000 katona feltűnik a történetben mint a Harmadik Birodalom vámpírhadserege, London ostrománál játszanak fontos szerepet. Szárazföldi vezetőjük Kurt Weber Untersturmfüher (Hadnagy), nem sokat tudunk meg róla, mivel Sir Peenwood felrobbantja az embereivel együtt. Tulajdonságaik megegyeznek a vámpírokéval hihetetlen gyors futásra képesek és a normál lőfegyverek nem sebzik őket. 
A csoport vezetője: Montana Max, közismert nevén az Őrnagy (amihez Alucard találóan hozzáillesztette az „őrült” jelzőt).

### Őrnagy (Montana Max)
Az őrnagy egy alacsony, kövér, és ellenszenves alak. Korábban a német hadsereg tagja, most a Millennium vezetője. Az őrnagy ember volt, de mára már géptestben él. Bár Seras és Integra szörnynek titulálja, ő továbbra is embernek nevezi magát, és azt kéri ne alacsonyítsák le az olyanokhoz, mint Alucard, akit halhatatlanságáért egyszerre tisztel és megvet (inkább az utóbbi). Véleménye szerint az akarata és a lelke a testétől függetlenül emberré teszi őt, még akkor is, ha ez nem több, mint egy tartályban lebegő agy, vagy áramkörök egy számítógépben.  Bizonyos értelemben Alucard ellentétének tekinti magát, mivel Alucard "emberszerű szörny", míg ő "szörnyszerű ember". Ha közölni akar valamit, Schrödinger egy hordozható képernyőt visz oda ahhoz, akivel az őrnagy beszélni akar. Ezért már szegény Schrödinger kapott a fejébe egy golyót Alucardtól, de meglógott a teleportálással. Az őrnagy megbocsát Schrödinger cicának ha valami rosszaságot követ el. Kettejük kapcsolata leginkább egy macska - macskatulajdonos viszonyra hasonlít. És mint kiderül, szerető ember. Ő maga mondta: szereti a háborút földön, vízen, levegőben, sivatagban, városban, tundrán, mocsárban, erdőben, lövészárokban, tengeren, hegyekben, éppen úgy mint az égő harckocsiból a golyózáporba menekülő ellenség látványát, a népirtást, az offenzívát, a meghátrálást, az állóháborút, a villámháborút, a dezertőrök lámpavasra húzását, az angol-amerikai hadigépezetek megsemmisülését, a rettegő katona látványát amint az a már élettelen ellenségbe még mindig döfködi szuronyát, a szovjet katonák halálsikolyát és ehhez hasonló "gyönyörűséges" dolgokat...

### Doktor
A doktor a millennium vezető tudósa, több kísérletben és kutatásban is részt vett. Több lencséjű szemüveget és véres köpenyt hord. Egy kis gépet hord magával és ha valamelyik katonájuk az ellenség kezére kerül, akkor elégeti a testét egy gombnyomással (már ha az őrnagy engedi). Mindig leteremti Schrödinger cicát ha valami rosszaságot csinál.

### Kapitány
A kapitány (SS – százados, Hauptsturmführer) teljesen érzéketlen, szótlan figura, bár nem kifejezetten rosszindulatú.                                                           (Ez látható, mikor bár arcon lőtte a támadni akaró Heinkelt, intett neki, hogy "ne avatkozz bele", majd dobott neki egy elsősegély-csomagot.) M42-es Waffen-SS sapkát és felhajtott gallérú M43 kabátot visel, ami szinte teljesen eltakarja az arcát. Nem vámpír, de át tud alakulni farkasemberré                      (a Hellsingben régen kihaltak a vérfarkasok, de az őrnagy szolgálatában maradt néhány), ő az első vérfarkas. Amikor átváltozik a feje farkasszerű lesz, hatalmasra nő az ereje és nem érez fájdalmat. Harmadik alakja egy hatalmas fehér farkas. Hihetetlen regenerációs képességei vannak, rendkívül erős.
Halálakor a mangában felnevet – ez az egyetlen emberi gesztusa az egész történet során.

### Tubalcaine Alhambra
A Millenium elitharcosa és összekötője a dél-amerikai hatóságokkal.                                                                                                                                         (Állítása szerint társaitól nemtörődömsége és stílusa miatt a "dandy man" becenevet kapta.) Fegyverként éles kártyalapokat használ, a kártyák okozta sérüléseket pedig nem tudja regenerálni az áldozat.                                                                                                                                                            Maga a vámpír Alucard se volt rá képes, bár ő ennek kifejezetten örült (ez volt a jele, hogy Alhambra valódi kihívás, így a harc is élvezetesebb).          Végül Seras segítségével Alucard legyőzi és magába olvasztja Alhambra testét és lelkét, akit London ostrománál mint a szolgáját hívja elő.

### Rip van Winkle
Ő egy vámpír vadászlány. Elég fiatalnak néz ki és úgy is viselkedik, szokása Carl Maria von Weber "A bűvös vadász" (Der Freischütz) című operáját énekelni (saját magát az opera szereplőjéhez, Casparhoz hasonlítja). Egy régi muskétát használ fegyverként, de azzal is egyszerre több célpontot ki tud iktatni, mivel a kilőtt golyó röppályáját tudja befolyásolni. Így a közeledő vadászgépekkel is könnyedén elbánik, de Alucarddal ő sem képes végezni, aki magába olvasztja a lány testét és lelkét (ahogy tette Alhambrával), és London ostrománál mint a szolgáját hívja elő.
A II.Világháború alatt találkozott Alucardal, és azóta retteg tőle                                                                                                                                                 (mivel ahogy magát Casparhoz, Alucardot Zamielhez, a fekete vadászhoz hasonlítja, aki megöli Caspart, és a pokolba hurcolja a lelkét).                       Amikor találkoznak, csak akkor tudja összeszedni magát, amikor arra gondol, mit szólna az őrnagy, ha most látná.

### Zorin Blitz
Blitz (azaz villám) egy magas, izmos női vámpír, emiatt gyakran férfinak nézik. A teste teljes jobb oldalát tetoválások borítják, jobb kezén pedig egy harmadik szem van (amit csak akkor nyit ki, ha az illúzióit használja). Képes az ellenség elméjét befolyásolni, illúziókat láttatni vele. Közelharcban a méretes kaszáját használja. A Hellsing intézet ostrománál megcsonkítja Serast (levágja a karját és kivágja a szemét) és megöli Bernadotte-t, akinek a vérét a sokk hatására Seras elfogyasztja hogy regenerálja testét, és ezt követően (Seras) brutálisan kivégzi Zorint. És mivel Zorin az Őrnagy parancsa ellenére támadta a Hellsing intézetet, így az ő testét nem hamvasztják el, hagyják hogy Seras egyszerűen végighúzza a falon a fejét mígnem csak bőrfoszlányok maradnak a helyén (Seras megtagadta Zorin vérének fogyasztását, nem akarta ugyanis Bernadotte gyilkosát a testébe olvasztani, amihez Alucard szerint a lelket tartalmazó vér elnyelése szükséges).

### Schrödinger
Schrödinger altiszt egy macska-ember, a doktor „készítette”. Képes teleportálni.                                                                                                                     (Lényegében, amíg felismeri önmagát, egyszerre van "mindenhol és sehol") Fő területe a beszivárgás, de inkább csak hírvivő szerepeket kap.
Schrödinger Hitlerjugend egyenruhát visel, mely összhangban áll kissé gyerekes viselkedésével, amelynek leghőbb példája a (szinte) folyamatos viccelődés, (nagyrészt az őrnagy kárára) amiért a doktor folyton szidja ( annak ellenére, hogy az őrnagy nem bánja, sőt még élvezi is.) .
Schrödinger egy elég ironikus karakter a készítők részéről, igazából ő nem is Schrödinger, hanem „Schrödinger macskája”. (Erwin Schrödinger egy osztrák fizikus volt az Osztrák–Magyar Monarchiában, aki átélte a második világháborút.                                                                                                     Az ő egyik gondolatkísérletét hívták „Schrödinger macskájának”. Ez nagyjából arról szólt, hogy egy atom egyszerre két helyen és két állapotban is létezhet.)

## Egyéb szereplők
Az alábbi karakterek többsége csupán a Hellsing, televízióban sugárzott, 13 epizódos, alternatív történettel rendelkező animesorozatában bukkannak fel, az eredeti mangában, vagy a Hellsing Ultimate OVA-sorozatokban nem.

### Incognito
„A”-szintű vámpír, Alucard nagy örömére, és élvezetes ellenfél. Minden előtte látott vámpír erejét meghaladó képességekkel, természetesen Alucardot kivéve. Képes a "sötét kontinens" fekete mágiáját használni, és némi (emberi) véráldozattal megidézni Settet, egy ősi istent a pokolból, majd magába olvasztani az (istenség) erejét, aminek következtében Alucarddal harcolva lerombolja az általa megviselt London egy részét.
Megjelenése meglehetősen groteszk, csavarok állnak ki belőle, szemei mérete, színe, arányai különböznek, koponyája teljesen kopasz, torz formájú, ha ereje aktív, megjelenik rajta egy sajátos mintázat is, fegyvereit szívesen „tárolja magában”, ami alatt azt kell érteni hogy bőre alól, vagy szájából jönnek elő. Alucard végül fölényesen legyőzi, majd karóba húzza.
- Japán szinkronhang: Jamazaki Takumi
- Angol szinkronhang: Issac C. Singleton Jr.
- Magyar szinkronhang: Papucsek Vilmos.

### Helena
Helena öreg, de gyermeki testbe zárt, jéghideg, élve holt vámpír. Azt az alig életnek nevezhető létezést, ami részéül jutott, a ki tudja hány emberöltő alatt, a könyvek, a művészetek, és talán a zene tölti ki. Régebben voltak barátai, más vámpírok, de a Hellsing velük már leszámolt, ezért természetesen neheztel.Victoriára féltékeny, több okból, először is, mert fiatal, felnőtt testben élhet, abban született újra, másodszor pedig azért, bár ezért talán inkább „áldottnak”, kivételesen szerencsésnek tartja, mert másodgenerációs vámpír, az első példány utódja.Mint vámpír, gyenge, de az évek során sajátos képességekre tett szert.Végül Incognito magába olvasztja, vagy csak felzabálja, de még egyszer sikerül kitörnie, noha csak részben, Incognito lefejezi. Kérdéses belehalt volna vagy sem, ugyanis Incognito ott hagyta, majd beszélt Serashoz, és megkérte, hagyja ott elpusztulni (végre) a tűzben.
- Japán szinkronhang: Hiramacu Akiko
- Angol szinkronhang: Akure Wall
- Magyar szinkronhang: Málnai Zsuzsa.

### Stetra kapitány
Rövid ideig Victoria felettese, majd egy sajátos árulás miatt lecsukják.

### Harry Anders
Nemzetbiztonsági nyomozó. Ő mutatja be Helenát Serasnak, más fontos szerepe nincs a történetben, közvetlenül utána meghal.
- Japán szinkronhang: Tanigucsi Takasi
- Angol szinkronhang: Arthur Russell.

### Laura/Bubbancy
Bubbancy egy Incognito szolgálatában álló vámpír, aki hipnózis segítségével sikeresen adja ki magát Integra húgának (Laura néven). Ezt követően megpróbálja meggyilkolni Integrát, de végül Alucard végez vele. Ezek után Integra halállal való küzdelmét követhetjük végig mivel halálos sérülést szenved el.
- Japán szinkronhang: Doi Mika
- Angol szinkronhang: Siobhan Flynn
- Magyar szinkronhang: Dudás Eszter.

## Gúlok
A Hellsing-univerzumban alapvető szabály, hogy csak olyan ember tehető vámpírrá aki még nem esett át a Tűzkeresztségen. Ha egy vámpír magához hasonló társakat („tanítványokat”) akar létrehozni, értelemszerűen szüzek lesznek a kiszemeltjei. Ha viszont gúlokat („szolgákat”), akkor olyan személyek, akik már éltek szexuális kapcsolatban.
A gúlok zombiszerű teremtmények, akik az őket létrehozó vámpír parancsait követik. Szánalomra méltó teremtmények: gondolkodásuk, mozgásuk, reakcióidejük gyakorlatilag retardált, bár ha erőről van szó minden gond nélkül képesek darabokra tépni egy embert, és ellenálló-képességük is óriási (csak akkor halnak meg ha a szívüket vagy a még „agyként” funkcionáló szervüket megsemmisítik). Ráadásul harapásukkal magukhoz hasonlóvá teszik a megsebesített áldozatot, így lakott területen zombikhoz hasonlóan szaporodhatnak.
A történet elején Alucard jegyzi meg, hogy akik gúllá váltak, semmiféleképpen nem változhatnak vissza, csak a halál hozhat megváltást a számukra.
A gúlok „nem-szűz” előállításán kívül azonban léteznek más módszerek is. A később felbukkanó Millennium nevű náci szervezet vámpírjai rémisztő módon képesek bárkit gúllá degradálni, akár még kisgyerekeket is (ez a feltevés Integra azon megjegyzésén alapul, miszerint a zombivá vált gyerekek semmiféleképpen nem élhettek nemi életet).